# Varnashram dharma
Varnashram dharma, den indiska filosofiska riktning, enligt vilken samhället bör vila på principerna i dharma, d.v.s. varje människas sociala plikter eller förutsättningar.